# Il prigioniero di Magdeburg
Il prigioniero di Magdeburg (Trenck - Der Roman einer großen Liebe) è un film del 1932 diretto da Ernst Neubach e Heinz Paul. Il protagonista della storia è von der Trenck, impersonato dall'attore Hans Stüwe, ma nel film appare anche Federico II di Prussia, cosa che inserisce la pellicola tra quelle che fanno parte di una serie di film chiamati informalmente in Germania Fridericus-Rex-Filme, tutti dedicati alla figura del re prussiano.
Il personaggio di Franz Freiherr von der Trenck fu ripreso dal cinema tedesco in un film del 1940, Trenck, der Pandur (in Italia, Capitano di ventura), dove fu interpretato da Hans Albers.

## Produzione
Il film fu prodotto dalla Phoebus Tonfilm-Produktions.

### Cast
- Theodor Loos (1883-1954): L'attore interpreta sullo schermo per la prima volta il personaggio di Federico II che avrebbe poi ripreso nel 1935 in Anekdoten um den Alten Fritz. Loos prese parte ad altri due film dedicati al re di Prussia ma, questa volta, in ruoli secondari: fu Menzel in Alle soglie dell'impero del 1930 e von Waldow ne I due re del 1935.

## Distribuzione
Il film uscì nelle sale tedesche il 28 ottobre 1932 con il titolo originale Trenck - Der Roman einer großen Liebe o, più semplicemente, con il titolo breve Trenck. In Italia, il film fu distribuito dalla Phoebus Film come Il prigioniero di Magdeburg con il visto di censura 27839 del luglio 1933.